# يانوس إيردي
يانوس إيردي (بالمجرية: Erdei János)‏ (2 نوفمبر 1919 – 10 يناير 1997) هو ملاكم مجري راحل، مثّل بلاده في الألعاب الأولمبية الصيفية 1952.

## روابط خارجية
يانوس إيردي على موقع أوليمبيديا (الإنجليزية)